# Marijohn Wilkin
Marijohn Wilkin, geboren Melson (Kemp, 14 juli 1920 - Nashville, 28 oktober 2006), was een Amerikaans zangeres en songwriter. Ze wordt beschouwd als een van de grootste vrouwelijke songwriters uit de countrymuziek.

## Biografie
Ze werd als Melson geboren in Texas als dochter van een predikant. In de jaren dertig werd haar al eens een filmcontract bij Monogram aangeboden. Dat wees ze echter af omdat ze haar school af wilde maken en daarna wilde trouwen. Na haar studie ging ze aan het werk als muzieklerares. Kort na haar huwelijk kwam haar man Bedford Russell om in de Tweede Wereldoorlog. Uit haar tweede huwelijk, dat geen lang leven beschoren was, kreeg ze haar zoon Bucky, de latere zanger van Ronny & the Daytonas en gevierd in het schrijven van liedjes. Tijdens het huwelijk met haar derde man Art Wilkin jr. begon ze met liedjes schrijven.
Ze verhuisde in 1955 naar Springfield, zodat Bucky gitaar kon spelen in het tv-programma voor countrymuziek The Children's Ozark Jubilee. Haar eigen eerste opname was met het nummer Take this heart dat ze samen met James P. Coleman had geschreven. Later namen ook andere sterren in de show haar nummers op. Daarnaast trad ze af en toe op om geld bij te verdienen voor de huishoudkas.
Vervolgens ging ze naar Nashville en zong ze in een lokale bar waar ze ook haar eigen nummers probeerde te verkopen. Dit lukte eerst amper, totdat ze het via Cedarwood Publishing probeerde. Eind jaren vijftig werden liedjes van haar uitgebracht door bekende artiesten, zoals Stonewall Jackson met Waterloo (nationaal op nummer 4, 1959), Jimmy Newman met Grin and bear it (countrylijst op nummer 9, 1959) en Lefty Frizzell met Long black veil (countrylijst op nummer 6, 1959). Andere hits waaraan ze schreef waren van Webb Pierce met Fallen angel (countrylijst op nummer 4, 1960), Ann-Margret met I Just Don't Understand (nationaal op 17, 1961) en Jimmy Dean met P.T. 109 (nationaal op nummer 8, 1962). Ze schreef ook popmuziek, bleef zelf ook optreden en bracht ook enkele eigen albums uit aan het begin van de jaren zestig.
Medio jaren zestig richtte ze haar eigen muziekuitgeverij op, Buckhorn Music. Haar kantoor bood het begin van de carrières van enkele bekende artiesten, zoals Kris Kristofferson, Ed Bruce en Johnny Duncan. 
Privé ging het niet goed met haar. Ze raakte depressief en aan de drank, en in het midden van de jaren zestig liep haar derde huwelijk op de klippen. In die jaren deed ze twee maal een zelfmoordpoging. Tegen 1974 "vond ze god" en kwam ze weer uit het dal. Na haar bekering tot het geloof begon ze ook steeds meer gospelmuziek te schrijven.
Samen met Kristofferson schreef ze het nummer One day at a time dat in de uitvoering van Marilyn Sellers een nummer 20-notering bereikte en door meer dan tweehonderd artiesten werd gecoverd. In 1975 werd ze opgenomen in de Nashville Songwriters Hall of Fame.
In 1978 bracht ze haar autobiografie uit, Lord let me leave a song. Ze leefde nog tot 2006 en werd 86 jaar oud.
Haar zoon John Wilkin is bekend geworden als zanger en songwriter.
- Bibsys: 5023921
- Bibliothèque nationale de France: cb148390524 (data)
- Gemeinsame Normdatei: 1212951107
- International Standard Name Identifier: 0000 0001 1490 7402
- Library of Congress Control Number: n93064791
- Nationale Bibliotheek van Letland: 000326501
- MusicBrainz: c66e5dec-4271-443d-93bc-1a652e25f03f
- Nederlandse Thesaurus van Auteursnamen: 146160991
- Virtual International Authority File: 41052669
- WorldCat: E39PBJpDR6xKqHWtyFDhdqFkDq